# Julio Rodríguez Caloggero

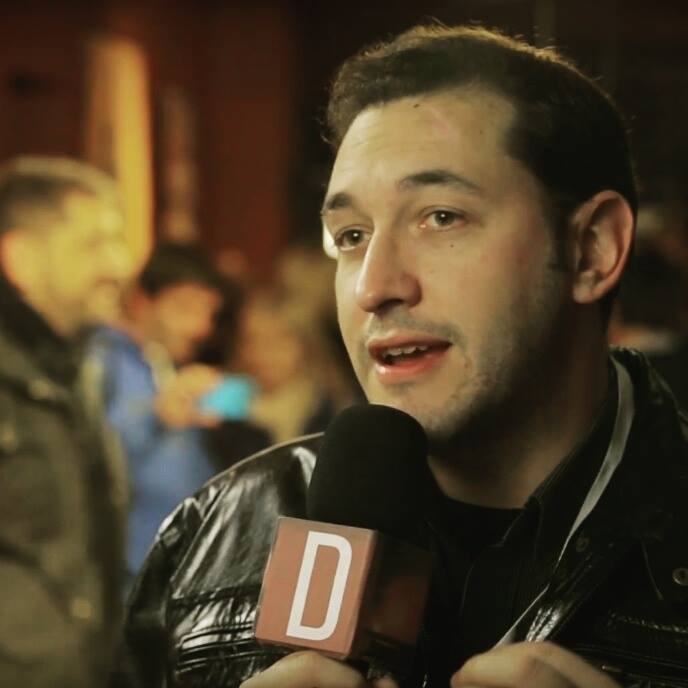
Julio Caloggero

Julio César Rodríguez Caloggero, conocido artísticamente como Julio Caloggero es actor y director de cine argentino, nacido en Ciudad de Buenos Aires el 26 de junio de 1979 y oriundo de Tapiales. Desde los 14 años comenzó a realizar cortometrajes hogareños.
En 1998 realiza un cortometraje en forma autodidacta conocido como M.A.Q.M.A.. En 1999 comienza sus estudios cinematográficos en el Centro de Investigación y Experimentación de Cine y Video en la Ciudad de Buenos Aires. 
En el 2001 estrena el mediometraje “La Nueva Paranoia” entre estos periodos también realizó una película experimental llamada “The People Say... Book1”. 
En el 2002 filma un piloto para televisión llamado “La Terracita”. 
A lo largo de este tiempo también escribe y dirige tres obras de teatro llamadas, “Ultra historias increíbles”, “Cerebrius Park” y “Tiempos de Gangsters”, presentadas por su grupo de teatro “El Extraño Cambalache”.
En el año 2003 crea el Festival Internacional de Cine/Corto de Tapiales, en el que ejerce los cargos de director general y director de Programación. También se dedica a escribir y rodar las aperturas de cada edición del Festival Internacional de Cine Corto de Tapiales (TAFIC):
En 2006 presenta su libro “Memorias de un Fantasma”, una obra de ficción y poesía.
En 2007 se dedica a la realización de un cortometraje de suspenso llamado “Esfúmate” protagonizado por el actor Juan Acosta.
En 2014 realiza estrena el cortometraje Love Bondi Story: la flaca del 103, el cual tuvo un gran recorrido en festivales de cine, obteniendo el Premio a Mejor Cortometraje Extranjero en el Festival Latinuy de Punta del Este. Una creación que daría inicio al universo cinemático del barrio de Tapiales. Narrativas de comedia neorealistas con sentido local y propio. En 2017 rueda "El año pasado en Tapiales y en 2018 Todos Somos Roberto. 
Entre 2023 y 2024 filma No te asustes si estoy perdido un relato barrial con toque de género fantástico y Adiós Amigos una aventura que repite los personajes de cortometrajes pasados y da sentido a ese mundo creado.